# Provincia de las Tierras Altas del Sur
La Provincia de Tierras Altas del Sur es una de las veinte divisiones administrativas del Estado Independiente de Papúa Nueva Guinea. La capital de la provincia es la ciudad de Mendi.

## Superficie
La superficie de esta división administrativa es de 23.800 kilómetros cuadrados.

## Población
La provincia tiene una población de 546.265 personas. Considerando la superficie del territorio que abarca, su densidad poblacional es de 23 habitantes por kilómetro cuadrado.

## Descripción de las regiones
La provincia se divide en cuatro regiones geográficas distintas:
- 1. Occidente: que incluye los distritos de Tari, Koroba, Kopiago y Komo - es la tierra de los pueblos huli, duna, y hewa.
- 2. Centro: que incluye los distritos de Margarima, Nipa, Mendi y el Valle de Lai, y es en donde viven los hablantes del dialecto heneng anggal.
- 3. Oriente: que incluye los distritos de Kagua, Ialibu, Pangia y Erave, y está habitada por los hablantes del imbongu, el kewa y las lenguas wiru y es el lugar donde se encuentra la segunda montaña más alta de Papúa Nueva Guinea, el monte Giluwe.
- 4. Tierras Bajas: que se extienden en toda la parte sur de la provincia de la Sierra Sur de los picos volcánicos del monte Bosavi y los yacimientos de petróleo del Lago Kutubu, e incluye a los grupos lingüísticos de biami (compartido con la Provincia Occidental), foe y fasu.

## Distritos
Esta provincia se encuentra fraccionada en varios distritos, a saber:
- Ialibu-Pangia District
- Imbonggu District
- Kagua-Erave District
- Komo-Magarima District
- Koroba-Kopiago District
- Mendi-Munihu District
- Nipa-Kutubu District
- Tari-Pori District

El 1 de agosto de 2006, el gobierno de Papúa Nueva Guinea declaró el estado de emergencia en la región de las Tierras Altas del Sur del país. Según el primer ministro, Michael Somare, se desplegaron tropas para restaurar "la ley, el orden y el buen gobierno" en la región, tras acusaciones de corrupción, robo y uso indebido de edificios gubernamentales a manos del gobierno regional.
Al ser una región rica en recursos energéticos, las Tierras Altas del Sur estaban en el centro de los planes para construir un gasoducto con el que bombear gas natural a Queensland, en el norte de Australia. El proyecto habría generado ingresos muy necesarios para Papúa Nueva Guinea y, como se creía que la inestabilidad en la región podría poner en peligro el proyecto, el gobierno nacional decidió intervenir declarando el estado de emergencia. La medida fue apoyada por el Parlamento, aunque se dirigieron algunas críticas al gobierno por restringir el acceso de la prensa a la región, mientras estaba en vigor el estado de emergencia. Posteriormente, las empresas implicadas optaron por el actual proyecto PNG Gas, que cuenta con instalaciones de exportación fuera de Port Moresby y que es operado por Esso Highlands, una subsidiaria de Exxon Mobil Corporation.
- Datos: Q849801
- Multimedia: Southern Highlands Province / Q849801